# Stéphane Sessègnon
Stéphane Sességnon (født 1. juni 1984) er en fodboldspiller fra Benin, der spiller for West Bromwich Albion.

## Karriere
Han startede sin professionelle karriere i Requins FC i 2003, hvor han dog ikke opnåede at spille en førsteholdskamp. I 2004 skiftede han til US Crétil-Lusitanos, for hvem han opnåede 68 kampe og scorede 10 mål. I 2006 skiftede han til Le Mans Union Club 72, hvor han spillede 61 kampe og scorede 6 mål, inden han i 2008 skiftede til Paris Saint-Germain. I 2011 skiftede han til Sunderland A.F.C, hvor han spillede 87 kampe og scorede 17 mål. I 2013 skiftede Stéphane Sessègnon til sin nuværende klub West Bromwich Albion.